# Nahir Besara
Nahir Besara, né le 25 février 1991 à Södertälje, est un footballeur suédois. Il évolue au poste de milieu relayeur avec le club suédois du Hammarby IF.

## Biographie
Il commence sa carrière au sein de l'équipe locale Assyriska FF, où il a fait ses débuts en 2008, à l'âge de 17 ans. Il dispute ensuite quatre autres saisons avec l'équipe de deuxième division suédoise. Au cours de cette période, il reçoit plusieurs sélections avec l'équipe de Suède des moins de 17 ans et des moins de 19 ans.
Avant le début de la saison 2013, il est transféré au club d'Hammarby IF. Besara signe un contrat de trois ans avec le club, mais connaît une première saison difficile avec son nouveau club, lorsque l'entraîneur Gregg Berhalter choisi de se passer de lui.
À la fin de la saison 2014, Besara s'épanouit sous la direction de Nanne Bergstrand. Il a marqué un coup du chapeau lors de la 28e journée de championnat, lors d'une victoire 4-2 contre Östersunds FK, ce qui consolide la position de tête d'Hammarby IF en deuxième division suédoise. Quelques semaines plus tard, le club remporte sa promotion en Allsvenskan.
Au cours de la saison 2015, Besara joue un rôle clé pour sa toute première saison en Allsvenskan. Lors de la troisième journée, dans le derby contre Djurgårdens IF, il marque le but décisif de la victoire 2-1. 
En juillet 2015, il est transféré au Göztepe SK, club turc de deuxième division. Au cours de la campagne suivante, il dispute 15 matchs de championnat, marquant un but, avant de mettre fin à son contrat par consentement mutuel à l'été 2016.
Le 11 août 2016, Besara décide de retourner dans son pays natal, signant un accord de deux ans et demi avec l'Örebro SK. Le mois suivant, il retourne à la Tele2 Arena avec l'Örebro SK pour affronter Hammarby IF, son ancienne équipe. Besara marque le but égalisateur dans le temps d’additionnel, réglant le score à 1-1. Cependant, il choisit de ne pas célébrer ce but par compassion pour les supporters de son ancien club. La saison suivante, Besara inscrit 10 buts en Allsvenskan, avec notamment un triplé contre l'IFK Göteborg lors de la 15e journée.

## Palmarès
- Champion de Suède de D2 en 2014 avec l'Hammarby IF